# Babymetal (Album)
Babymetal (geschrieben BABYMETAL) ist das Debüt-Studioalbum der gleichnamigen japanischen Metalband Babymetal. Das Album wurde erstmals am 26. Februar 2014 in Japan veröffentlicht. Es erreichte Platz 4 in den Oricon-Albumcharts und enthält unter anderem die kommerziell erfolgreichen Singles Gimme Chocolate!!, Ijime, Dame, Zettai und Megitsune. Im Mai/Juni 2015 folgte die Veröffentlichung der internationalen Version. Ein Teil der Lieder war bereits auf Alben der Idol-Popgruppe Sakura Gakuin, aus der die Band entstanden war, erschienen. Allgemein gilt das Album Babymetal als stilprägend für das Subgenre Kawaii Metal.

## Veröffentlichung und Promotion
Das Album wurde in Japan am 26. Januar 2014 durch Toy’s Factory in drei Varianten veröffentlicht: eine Standard-Edition, eine limitierte Edition und die Apocalypse-Edition. Die limitierte Edition hat den gleichen Inhalt wie die Standard-Edition, jedoch ist ihr eine zusätzliche DVD beigelegt. Sie enthält die bisherigen Musikvideos der Band mit Audiokommentaren der Mitglieder, ein Live-Musikvideo von Gimme Chocolate!! und Filmmaterial mit dem Auftritt beim Festival Summer Sonic 2013. Toy’s Factory gab fünf Monate später ein Re-Release der limitierten Version heraus, mit einem besonderen Cover zur Erinnerung an die Welttournee 2014. Die Apocalypse-Edition des Albums erschien nur als CD und enthält alternative Versionen der Lieder Akatsuki und Song 4. Erstere wurde am 21. Dezember 2013 in der Makuhari Messe in Chiba live gesungen. Diese Edition war nur für Personen erhältlich, die sie auf einer speziellen Apocalypse-Website der Band vorbestellt hatten.
Mitte 2015 wurde das Album durch andere Plattenlabel international veröffentlicht, am 29. Mai in Europa durch earMusic sowie am 16. Juni in den USA durch RAL und Sony Music Entertainment. Sowohl die europäische als auch die amerikanische Edition enthalten zwei Bonustracks: eine Live-Version von Gimme Chocolate!! und das neue Lied Road of Resistance. Ebenso war nun in Europa auch die limitierte Version erhältlich, jedoch ohne die Audiokommentare. Um zusätzlich für das Album zu werben, wurde im Mai 2015 auf YouTube ein Musikvideo zu Road of Resistance hochgeladen, eine Live-Aufnahme von einem Konzert in der Saitama Super Arena.

## Singles und andere Lieder
Babymetal enthält Material, das über einen Zeitraum von fast dreieinhalb Jahren entstand. Nachdem das Lied Doki Doki ☆ Morning seit November 2010 im Rahmen von Konzerten der Idol-Popgruppe Sakura Gakuin präsentiert worden war, erschien es zuerst am 23. März 2011 auf dem Album Sakura Gakuin 2010 Nendo: Message und schließlich am 22. Oktober 2011 als eigenständige Single. Die Veröffentlichung von Babymetal × Kiba of Akiba, einer Split-Single mit der Alternative-Metal-Band Kiba of Akiba, erfolgte am 7. März 2012; darauf enthalten ist das Lied Iine!. Als nächste an der Reihe war die Single Headbangeeeeerrrrr!!!!! am 4. Juli 2012. Das am 7. Januar 2013 veröffentlichte Ijime, Dame, Zettai war die erste Single bei einem Major-Label und das erste Lied, das nicht zusätzlich auf einem Sakura-Gakuin-Album enthalten war. Schließlich erschien am 19. Juni 2013 die Single Megitsune, die erste Veröffentlichung, nachdem sich Babymetal von Sakura Gakuin getrennt hatte und eine eigenständige Gruppe geworden war. Diese fünf Lieder als auch fünf B-Seiten sind auf dem Album enthalten.
Zwei Songs, Akatsuki und Rondo of Nightmare, werden solo von Leadsängerin Suzuka Nakamoto (Su-metal) gesungen. Zwei weitere Lieder, Onedari Daisakusen und Song 4 werden gemeinsam von Yui Mizuno (Yuimetal) und Moa Kikuchi (Moametal) im Duett gesungen, unter dem Bühnennamen „Black Babymetal“. Song 4 wurde von den beiden selbst komponiert.
Vor der Veröffentlichung der internationalen Albumversion erfolgte am 1. Februar 2015 die digitale Veröffentlichung des neuen Lieds Road of Resistance. Dabei handelt es sich um eine Kooperation mit Herman Li und Sam Totman von der britischen Metalband DragonForce, die bei der Produktion der Gitarrentracks beteiligt waren. Obwohl Gimme Chocolate!! erst nachträglich als Single veröffentlicht wurde, verhalf dieses Lied der Band zum internationalen Durchbruch. Dafür verantwortlich ist ein Musikvideo, das am 21. Dezember 2013 bei einem Konzert in der Makuhari Messe aufgenommen worden war und auf YouTube bis Januar 2018 über 82 Millionen Mal angeschaut wurde.

## Rezensionen
Das Album erhielt von japanischen Musikkritikern positive Bewertungen. Rolling Stone Japan bezeichnete es als ein Werk „voller Qualität, Härte, Humor und Niedlichkeit“ sowie als ein in sich geschlossenes Meisterstück, das zweifellos für das Jahr 2014 repräsentativ sein könne. Die Japan Times schrieb: „Babymetal schwelgt in der Irrwitzigkeit sowohl der Idol-Szene als auch des Metal, ist aber weit davon entfernt, ein Witz zu sein. Es ist ein ordentliches Stück besser als viele ernsthaftere Metal-Alben.“
Auch im Ausland waren die Bewertungen in der Regel positiv. Allmusic meinte: „Babymetal ist offensichtlich kein Album für Metalheads, die gerne der klaren Definition folgen, was Metal zu Metal macht, oder für J-Pop-Fans, die Angst vor gewaltigen Gitarrenriffs haben. Aber jene, die sich nicht wirklich um Regeln kümmern und einfach mal wie Idioten zur aufgewecktesten und absurdesten vorstellbaren Musik herumhüpfen wollen, werden mit Babymetals brillantem Debüt genau das finden, wonach sie nie zu fragen wagten.“ Rock Sound befand, das Album biete „Unmengen an Spaß“ und es sei „restlos und vollkommen absurd, aber wann war das jemals etwas Schlechtes?“
Kerrang bezeichnete die Musik als „zynisch und fabriziert, jedoch absolut brilliant“ und konstatierte, die Band verwende „die feine Linie zwischen Genie und Wahnsinn als Hüpfseil“. Metal Obsession war der Meinung: „Geschaffen wurde diese Band für die Zielgruppe ‚Musik, die deiner japanischen Freundin, die Metal eigentlich nicht mag, gefallen würde‘. (…) Es ist ein einzigartiges Album einer einzigartigen Band, die keine Kompromisse einging und einen bezaubernden und ganz schön harten Sound-Gegensatz schuf. Sie hat Metal niedlich gemacht, ohne irgendwelche Schärfe einzubüßen, was man wohl über keine andere Band sagen kann“. laut.de lobte die Qualitätsdichte und den Unterhaltungswert; Babymetal funktioniere „auf dem knochigen Sonisphere Festival genauso gut […] wie als Provokation im Kinderzimmer“ und entwerte „sogar derzeitige Popgöttinnen wie Lady Gaga zu einfallslosen Langweilern“.
Im Juli 2016 wählten die Leser von Metal Hammer Babymetal zum besten Album des 21. Jahrhunderts.

## Trackliste
| Nr.          | Titel                                             | Musik                              | Text                                 | Länge |
| ------------ | ------------------------------------------------- | ---------------------------------- | ------------------------------------ | ----- |
| 1.           | Babymetal Death                                   | Kitsune of Metal God               | Kitsune of Metal God                 | 5:46  |
| 2.           | Megitsune (メギツネ)                              | Norimetal                          | Mk-metal • Norimetal                 | 4:07  |
| 3.           | Gimme Chocolate!! (ギミチョコ！！)                | Takeshi Ueda                       | Mk-metal • Kxbxmetal                 | 3:50  |
| 4.           | Iine! (いいね！)                                  | Mish-Mosh                          | Nakata Caos                          | 4:08  |
| 5.           | Akatsuki (紅月)                                   | Tsubometal                         | Nakametal • Tsubometal               | 5:25  |
| 6.           | Doki Doki ☆ Morning (ドキ ドキ☆モーニング)        | Norizō • Motonari Murakawa         | Nakametal                            | 3:44  |
| 7.           | Onedari Daisakusen (おねだり大作戦)               | Team-K                             | Nakata Caos • Ryu-metal • Fuji-metal | 3:15  |
| 8.           | Song 4 (4の歌, Yon no uta)                        | Black Babymetal                    | Black Babymetal                      | 4:01  |
| 9.           | Uki Uki ★ Midnight (ウキ・ウキ★ミッドナイト)      | Team-K                             | Ryu-metal • Fuji-metal • Nakata Caos | 3:17  |
| 10.          | Catch Me If You Can                               | Narasaki                           | Edometal                             | 3:53  |
| 11.          | Rondo of Nightmare (悪夢の輪舞曲, Akumu no rondo) | Yuyoyuppe                          | Yuyoyuppe                            | 3:33  |
| 12.          | Headbangeeeeerrrrr!!!!! (ヘドバンギャー！！)      | Narasaki                           | Edometal • Nakametal                 | 3:53  |
| 13.          | Ijime, Dame, Zettai (イジメ、ダメ、ゼッタイ)      | Kxbxmetal • Tsubometal • Takemetal | Nakametal • Tsubometal               | 6:04  |
| Gesamtlänge: | Gesamtlänge:                                      | Gesamtlänge:                       | Gesamtlänge:                         | 54:55 |

| Nr.          | Titel                                          | Musik                             | Text                                        | Länge |
| ------------ | ---------------------------------------------- | --------------------------------- | ------------------------------------------- | ----- |
| 14.          | Road of Resistance                             | Mish-Mosh • Norimetal • Kyt-metal | Kitsune of Metal God • Mk-metal • Kxbxmetal | 5:20  |
| 15.          | Gimme Chocolate!! (live at O2 Academy Brixton) | Takeshi Ueda                      | Mk-metal • Kxbxmetal                        | 5:04  |
| Gesamtlänge: | Gesamtlänge:                                   | Gesamtlänge:                      | Gesamtlänge:                                | 65:19 |

## Mitwirkende
(Angaben gemäß den Booklets des Albums und der Singles)
| - Suzuka Nakamoto (Su-metal): Leadgesang - Yui Mizuno (Yuimetal): Gesang, Text, Musik - Moa Kikuchi (Moametal): Gesang, Text, Musik - Kei Kobayashi (Kobametal, Kxbxmetal, Kitsune of Metal God): Produzent, Management, Text, Musik, Arrangement - Hitometal: Management - Chibametal: Executive Producer - Inabametal: Executive Producer - Millennium Japan: Produzent - Miki Watanabe (Mk-metal): Text - Norikazu Nakayama (Norimetal, Nakata Caos, Nakametal): Text, Musik - Tatsuya Tsubono (Tsubometal): Text, Musik - Ryugi Yokoi (Ryu-metal): Text - Shinichi Fujita (Fuji-metal): Text - Shion Hirota (Edometal): Text - Takehiro Mamiya (Yuyoyuppe): Text, Arrangement, Abmischung - Takeshi Ueda: Text, Musik | - Nobuaki Miyasaka (Mish-Mosh): Musik - Sari Miyasaka (Mish-Mosh): Musik - Norizo: Musik - Motonari Murakawa: Musik, Arrangement - Shuhei Takahashi (Team-K): Musik - Kazuki Higashihara (Team-K): Musik - Nobuki Narasaki: Musik - Takeru Yōda (Takemetal): Musik - Keiji Kusama (Kyt-metal): Musik - Daiki Kasho: Arrangement, Toningenieur - Kyoto: Arrangement - SOH (O! S-D): Arrangement, Gitarre - Tatsuo: Arrangement, Programmierung, Gitarre, Bass - Narametal: Arrangement - Herman Li: Gitarre - Sam Totman: Gitarre - Leda: Bass |

## Rezeption

### Chartplatzierungen
| ChartsChartplatzierungen       | Höchstplatzierung | Wochen |
| ------------------------------ | ----------------- | ------ |
| Deutschland (GfK)              | 95 (1 Wo.)        | 1      |
| Japan (Oricon)                 | 4 (130 Wo.)       | 130    |
| Österreich (Ö3)                | 69 (1 Wo.)        | 1      |
| Vereinigte Staaten (Billboard) | 187 (1 Wo.)       | 1      |

### Auszeichnungen für Musikverkäufe
| Land/Region  | Auszeichnungen für Musikverkäufe (Land/Region, Auszeichnung, Verkäufe) | Verkäufe |
| ------------ | ---------------------------------------------------------------------- | -------- |
| Japan (RIAJ) | Gold                                                                   | 100.000  |
| Insgesamt    | 1× Gold ·                                                              | 100.000  |

### Auszeichnungen bei Musikpreisen
| Jahr | Auszeichnung       | Kategorie  | Resultat |
| ---- | ------------------ | ---------- | -------- |
| 2015 | 7th CD Shop Awards | Grand Prix | Gewonnen |

## Übersicht der Veröffentlichungen
| Region | Datum         | Format           | Label                           | Editionen                                  | Katalog-Nr.             |
| ------ | ------------- | ---------------- | ------------------------------- | ------------------------------------------ | ----------------------- |
| Japan  | 26. Jan. 2014 | CD, Digital, DVD | BMD Fox Records • Toy’s Factory | Standard • limitiert                       | TFCC-86461 TFCC-86460   |
| Japan  | 26. Jan. 2014 | CD               | BMD Fox Records • Toy’s Factory | „Apocalypse“ limitiert                     | PPTF-8058               |
| Japan  | 26. Juli 2014 | CD, DVD          | BMD Fox Records • Toy’s Factory | limitiert (Re-release)                     | TFCC-86460              |
| Europa | 29. Mai 2015  | CD, Digital, DVD | earMusic                        | Standard • limitiert                       | EMU02103957 EMU02104001 |
| USA    | 16. Juni 2015 | CD, Digital      | RAL • Sony Music Entertainment  | Standard                                   | RAL0096922              |
| Japan  | 17. Juni 2015 | Vinyl            | BMD Fox Records • Toy’s Factory | Standard                                   | TFJC-38024              |
| USA    | 15. Jan. 2016 | Vinyl            | RAL • Sony Music Entertainment  | Standard                                   | RAL0509692              |
| Japan  | 14. Sep. 2016 | CD, DVD          | BMD Fox Records • Toy’s Factory | „Visiting Japan Commemoration“ (limitiert) | TFCC-86571              |